# Krasnoyarichthys
Krasnoyarichthys è un genere estinto di pesci ossei appartenente alla classe degli Actinopterygii, vissuto durante il Devoniano superiore (età Famenniano) e i cui fossili sono stati ritrovati nella Siberia occidentale. Il genere è noto esclusivamente per la specie Krasnoyarichthys jesseni.

## Descrizione
Krasnoyarichthys jesseni era un pesce di dimensioni medio-piccole, caratterizzato da una morfologia che richiama quella di altri attinotterigi primitivi come Moythomasia, Mimipiscis e Kentuckia, ma se ne distingue per una combinazione di diverse caratteristiche morfologiche. La posizione relativa delle pinne è differente rispetto ai generi affini, e la base delle pinne pelviche risulta significativamente più allungata. Il cranio presenta modifiche nelle ossa dermiche del tetto cranico, mentre le scaglie mostrano peculiarità morfologiche distintive, che contribuiscono a differenziare chiaramente questo genere.

## Classificazione
Krasnoyarichthys è stato descritto a partire da resti fossili ritrovati in sedimenti del Famenniano nella Siberia occidentale. Il nome del genere fa riferimento alla città di Krasnojarsk, situata nei pressi dell’area di ritrovamento. Il genere è monotipico e comprende un'unica specie, Krasnoyarichthys jesseni.
La scoperta di Krasnoyarichthys ha ampliato il record fossile degli Actinopterygii nel Devoniano dell'Eurasia settentrionale. La sua descrizione ha permesso una revisione della famiglia Moythomasiidae, che comprende generi di pesci ossei arcaici come Moythomasia, Mimipiscis e Kentuckia, oltre a Krasnoyarichthys. È stato proposto che anche Orvikuina possa appartenere a questa famiglia.